# Paul Stäckel
Paul Stäckel (Berlino, 20 agosto 1862 – Heidelberg, 12 dicembre 1919) è stato un matematico tedesco, attivo nei settori della geometria differenziale, della teoria dei numeri e della geometria non euclidea. Nell'ambito della teoria dei numeri primari, ha usato per la prima volta il termine "numeri primi gemelli" (nella sua forma tedesca, Primzahlzwilling).

## Biografia
Dopo aver superato la sua Abitur nel 1880, studiò matematica e fisica presso l'Università di Berlino, ma approfondì molto di più sulla filosofia, psicologia, istruzione e storia. Un anno dopo si qualificò per insegnare alle scuole superioro per poi andare presso il Ginnasio di Berlino. Nel 1885 scrisse la sua tesi di dottorato, con l'aiuto Leopold Kronecker e Karl Weierstraß. Nel 1891 completò la sua abilitazione presso l'Università di Halle. 
In seguito, lavorò come professore presso l'Università di Königsberg (dal 1895 al 1897), l'Università di Kiel (1897-1905), l'Università di Hannover (1905-1908), l'Istituto di tecnologia di Karlsruhe (1908 a 1913) e l'Università di Heidelberg (1913-1919).
Stäckel lavorò sia sulla matematica che sulla storia della matematica. Contribuì nelle edizioni delle opere di Eulero e Gauss (mettendo il titolo Gauss als Geometer) e curò il Geometrischen Untersuchungen di Wolfgang e di Johann Bolyai (pubblicato nel 1913). Inoltre tradusse in tedesco le opere di Jacob Bernoulli, Johann Bernoulli, Augustin Louis Cauchy, Leonhard Euler, Joseph-Louis Lagrange, Adrien-Marie Legendre, Carl Gustav Jacobi per la serie Ostwalds Klassiker der exakten Wissenschaften.
Nel 1905 è stato il presidente della Deutsche Mathematiker-Vereinigung.

## Opere
- Über die Bewegung eines Punktes auf einer Fläche, 1885, Dissertation
- Die Integration der Hamilton-Jacobischen Differentialgleichung mittelst Separation der Variablen, 1891, Habilitation
- Elementare Dynamik der mathematischen Wissenschaft in: Encyclopädie der mathematischen Wissenschaft IV,1 (1908)
- Parecchi articoli in Mathematischen Annalen (1890 1909)
- Numerosi documenti in "Nachrichten von der Gesellschaft der Wissenschaften zu Göttingen, Mathematisch-Physikalische Klasse" from 1896 to 1917.
- Con Friedrich Engel: Theorie der Parallellinien von Euklid bis auf Gauss Archiviato il 4 marzo 2016 in Internet Archive., 1895